# Gargo
Pour les articles homonymes, voir Gargo (homonymie).
Gargo est une commune rurale située dans le département de Tougouri de la province du Namentenga dans la région Centre-Nord au Burkina Faso. 

## Éducation et santé
Gargo accueille un centre de santé et de promotion sociale (CSPS) tandis que le centre médical avec antenne chirurgicale (CMA) se trouve, dans la province voisine, à Kaya.